# Cecropia latiloba
Cecropia latiloba är en nässelväxtart som beskrevs av Friedrich Anton Wilhelm Miquel. Cecropia latiloba ingår i släktet Cecropia och familjen nässelväxter. Inga underarter finns listade i Catalogue of Life.